# 日産・フェアレディZ RZ34
フェアレディZ RZ34（FAIRLADY Z RZ34）は、日産自動車が2022年から製造しているファストバッククーペ型のスポーツカーである。生産は先代のZ34型に引き続き、日産自動車栃木工場で行われている。

## 概要
フェアレディZとしては通算7代目のモデルである。このモデルは日本国外においては単に「Nissan Z」として販売されており、先代Z34型までの数値命名法は適用されていない。ただし、正式な車名とは別に「400Z」と通称されることがある。その理由としては、スカイライン400Rと同じエンジンを搭載していることや、エンジンの最高出力が400 PSであること、また「300Z」と呼ぶと370Zから退化したかのように思われかねないということが挙げられている。
RZ34型の正式な型式としてはZ34のプラットフォームと型式を継承しているので、各種メディアでは「ビッグマイナーチェンジ」として扱われているが、これは認可のための膨大な書類の作成や試作車の衝突テストなどの型式取得費用を抑え、これによって販売価格も抑えるようにしたためである。日産の広報での扱いとしてはフルモデルチェンジに等しい。クーペモデルはMT車が「3BA-RZ34」、AT車が「5BA-RZ34」となる。
日本よりも排ガス規制や騒音規制が厳しい欧州市場では発売しないことが発表されており、登場してからは日本、北米、南米(ラテンアメリカ)、オーストラリア、ニュージーランド、東南アジア、中東（GCC諸国）市場でのみ販売されている。

## 年表
2018年
日産のグローバルデザイン担当シニアバイスプレジデントであるアルフォンソ・アルベイザは、オーストラリアの自動車雑誌「WhichCar」に、フェアレディZの次期型となる後継車が開発中であることを認めた。
2020年3月19日
フェアレディZの新しいロゴを商標出願した。
2020年5月28日
日産の事業構造改革計画「Nissan Next」の一環として、日産の公式YouTubeチャンネルで、新型フェアレディZを含む最新の車両ラインアップを紹介するショートビデオが公開された。
2020年9月16日
Z34型のデビュー12年目にして2回目となるビッグマイナーチェンジモデル「RZ34」型のプロトタイプを発表。
2021年8月18日
ニューヨークで開催されたイベントで米国市場向け「Z」が初公開された。
2022年1月14日
東京オートサロン2022で日本市場向け「RZ34」型「フェアレディZ」を公開し、特別仕様車「Proto Spec」が発表された。
2022年4月25日
日本市場向けの「RZ34」型の全グレードの価格が発表された。グレード体系は標準仕様の「フェアレディZ」、MT専用の「Version S」、AT専用の「Version T」、最上位の「Version ST」が設定され、「フェアレディZ」・「Version ST」・「Proto Spec」はMT車・AT車同一の価格となる。なお、部品供給の影響を鑑み、「Proto Spec」の発売時期を当初の6月下旬予定から夏予定に変更となり、カタロググレードも同時期の発売とした。
2022年8月1日
多くの注文が入った影響で納期の長期化が見込まれることから、既に注文されたユーザーへの確実な納車を優先させるため、クロスオーバーSUV型電気自動車のアリアの「B6」と共にこの日から一時受注停止となった。
2022年12月8日
メキシコで「Z」が発売された。
2023年8月1日
2024年モデルを発表。一部仕様向上されるとともに、ビッグマイナーチェンジ時に一旦廃止されていた「NISMO」が「RZ34」型ベースの新モデルとして復活設定された(「NISMO」モデルは当面の間、既に注文を受け付けており、納車待ちのユーザーが本モデルへ振替を希望する場合のみの販売となる)。
2024年11月8日
2025年モデルを発表。SOSコールを全グレードに標準採用するとともに、ボディカラーを一新した。また、一時停止していた新規注文の受付を11月下旬から再開することを発表しているが、受付台数は上限を設けており、「NISMO」は注文の中から500台それぞれのオーナーを抽選する。一部塗装色は2025年度中に生産開始を予定している。

## メカニズム

### パワートレイン
V37型スカイライン400Rに搭載されたダウンサイジングターボのハイエンドモデルである、V型6気筒2,997cc直噴ツインターボの「VR30DDTT」エンジンが搭載され（ツインターボはZ32以来、直噴エンジンは歴代Zでは初めて）、最高出力は405ps / 6,400rpmとなる。
トランスミッションはマニュアルモード付き9速ATと6速MTが組み合わされる。6速MTは、Z33型やZ34型と同様に愛知機械工業製FS6R31型が搭載され、カーボンファイバー製ドライブシャフト、エクセディパフォーマンスクラッチが採用されている。9速ATはピックアップトラックのフロンティアやタイタンなどに搭載されたジヤトコ製JR913E型が搭載され、シフトダウン時のレブマッチングシステムとアルミ製パドルシフターが装備される。JR913E型はZ34型に搭載された7速AT「JR710E」のようなジヤトコの完全オリジナルではなく、ダイムラー社の「9G-TRONIC」をベースとしており、ローンチコントロール機能も搭載されている。ちなみに、ATセレクターは日産のほかの車種同様に装備されており、E13型ノート/オーラと同じ電制タイプとなっている。

#### ギア比

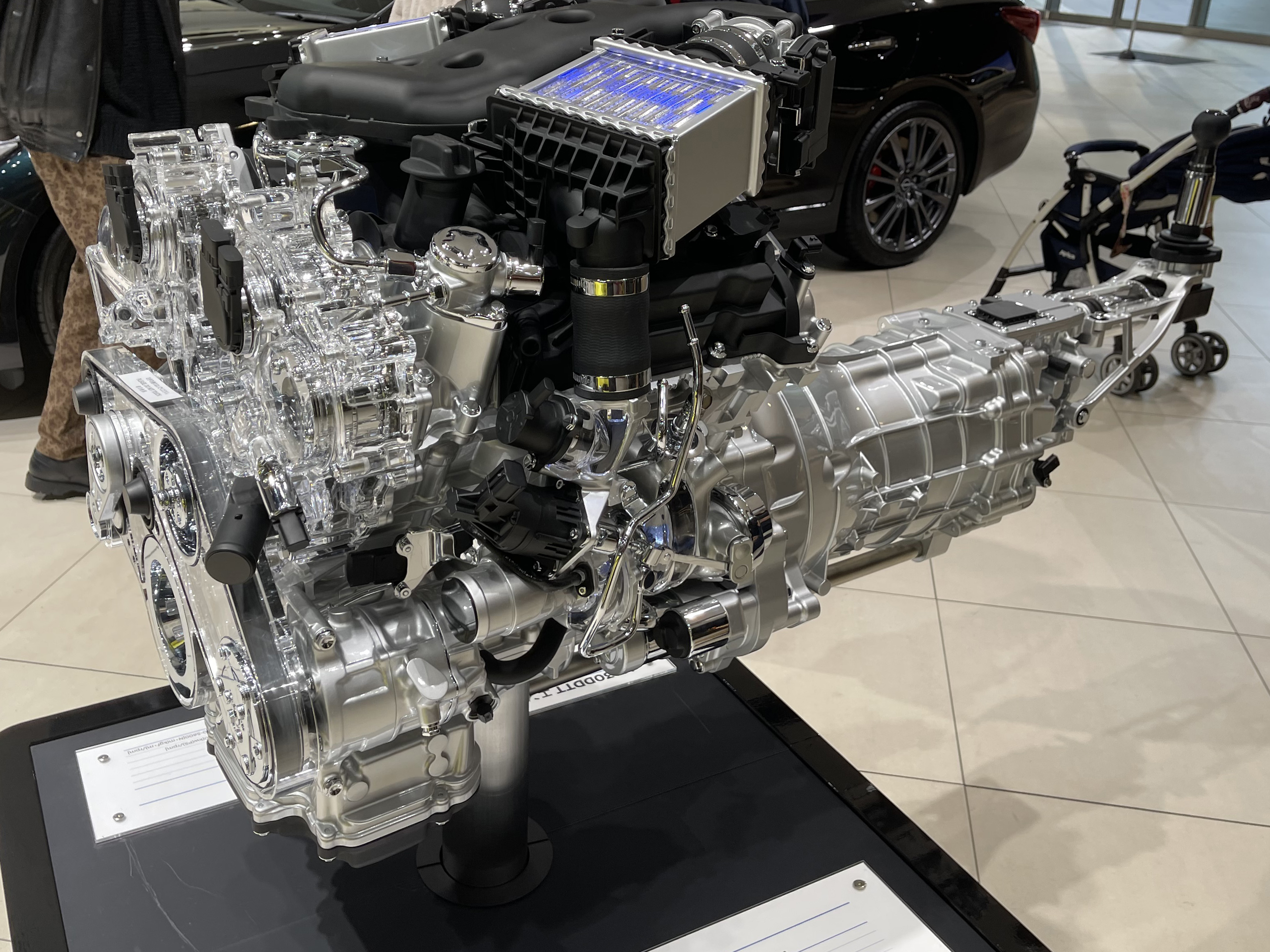
VR30DDTT型エンジンとFS6R31型トランスミッション

6速MTはZ34型と同じものを搭載しており、ギア比は変わらない。9速ATはシフトチェンジの回数が多くなっているので、ハイパワーなエンジンに合わせてより加速しやすくなっている。
| 選択ギア   | 9M-ATx | 6速MT |
| ---------- | ------ | ----- |
| 1速        | 5.425  | 3.794 |
| 2速        | 3.263  | 2.324 |
| 3速        | 2.249  | 1.624 |
| 4速        | 1.649  | 1.271 |
| 5速        | 1.221  | 1.000 |
| 6速        | 1.000  | 0.794 |
| 7速        | 0.861  | —     |
| 8速        | 0.713  | —     |
| 9速        | 0.596  | —     |
| 後退       | 4.799  | 3.446 |
| ファイナル | 3.133  | 3.538 |

最高速度は日本向けは一律で180km/hでリミッター作動するが、輸出向け仕様はニスモが280km/hに、TypeSとSTが249 km/h (155 mph)に、ベーシックモデルとTypeTは220km/hに制限されている。ハガティが実施したドラッグレースでは、Z PerformanceのAT仕様が0–97 km/h (0–60 mph)まで4.0秒で加速し、187 km/h (116 mph)で1/4マイル (402 m)を12.3秒で完走した。MT仕様は、0–97 km/h (0–60 mph)加速4.3秒、180 km/h (112 mph)で12.8秒で1/4マイルを完走した。

### 足回り

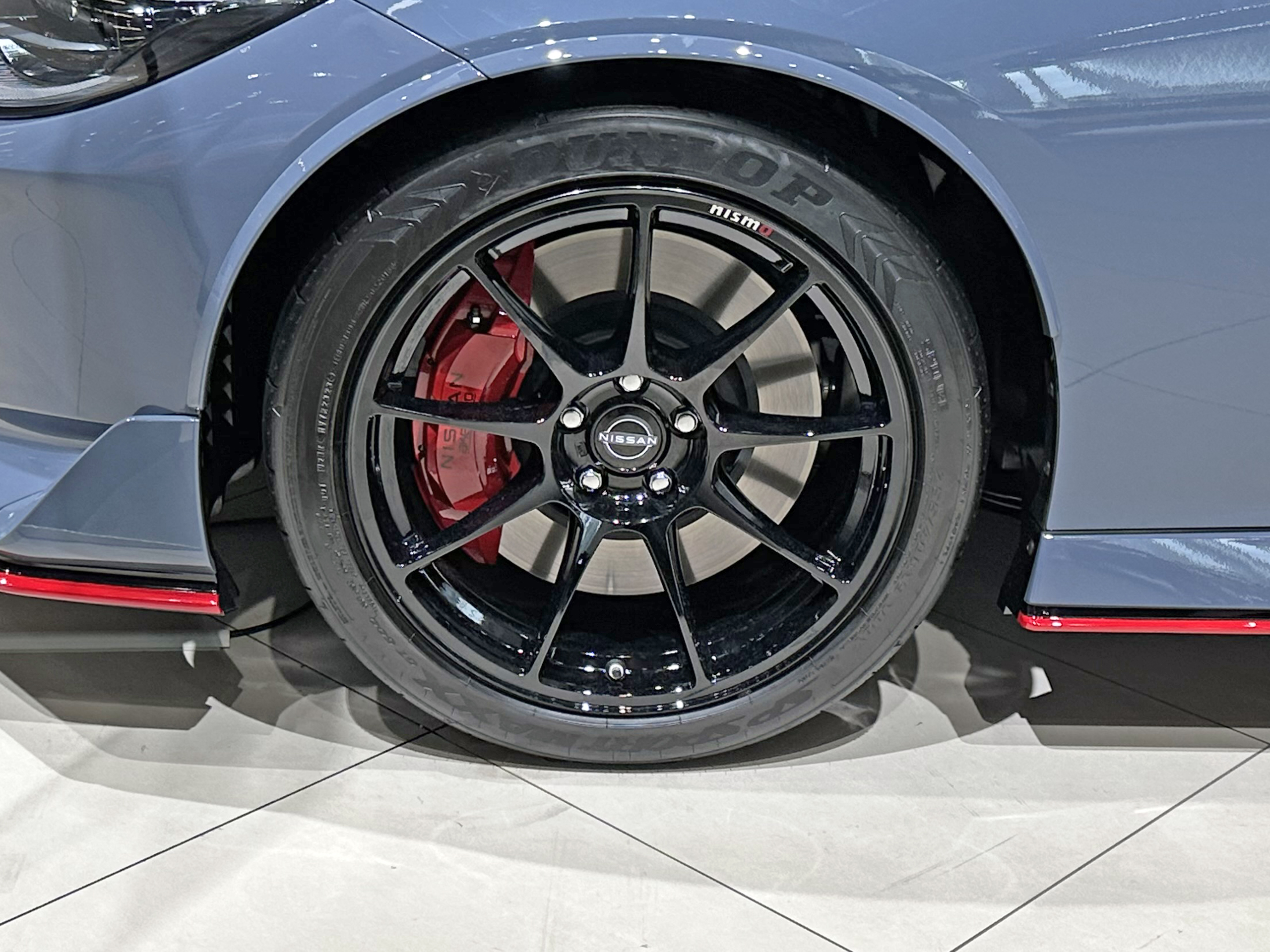
RAYS製のNISMO専用ホイール

サスペンションは、フロントのキャスター角を大きくしたアルミ製ダブルウィッシュボーン式サスペンションを採用し、直進追従性と高速安定性を向上させている。フロントストラットタワーブレースがフロント構造を補強し、リアマルチリンク式サスペンションとともに支える。また、先代よりもさらに幅広のタイヤ、大径モノチューブショック、ボディ剛性の向上によりコーナリング性を向上させている。フロントに12.6インチ、リアに12.1インチのユニットを提供し、固定式フロント2ピストンキャリパーと1ピストンリアキャリパーを組んだ。
タイヤはブリヂストンが新たにPOTENZA S007を納入する。このタイヤはZ33型のデフォルトのタイヤサイズよりも幅広で、18インチホイール装着車がフロント、リアともに245/45R18 96W、19インチホイール装着車がフロント255/40R19 96W、リア275/35R19 96W、NISMOがフロント255/40R19 100Y XL、リア285/35R19 103Y XLとなる。

## デザイン
デザインの総指揮はプログラム・デザイン・ダイレクター、入江慎一郎が執り行った。特にスタイリングにこだわり、日産の哲学を象徴的に体現するとともに、誰もが一目惚れするようなデザインを目指した。
入江が考える「Zらしさ」には走りの良さだけでなく、伝統と現代のテクノロジーをバランスよく融合させ、「Z」のDNAをしっかりと受け継いでいることが含まれていた。この影響を受けてエクステリアは、これまでの歴代フェアレディZをイメージしたデザインとなっている。リアはZ32型のようなテールランプに、S30型に着けられていた書体のエンブレムも装着される。特徴的だったZ34型のヘッドライトも丸みを帯びたLEDタイプのものに変更。フロントマスクも初代モデルやZ33型のように、グリル部分がシャープで大きく開けた特徴的なスタイルとなった。
ルーフラインにはアクセントとして「刀」と呼ばれるシルバーのラインが取り入れられ、どんな色であっても視線を引き付ける「Zらしい」シルエットを強調することに貢献している。フェアレディZではおなじみの「ロングノーズ・ショートデッキ」のスタイルも継続して反映され、誰もが一目で「Z」であることがわかる外観であることを意識しており、ルーフラインからリアガラスハッチへと流れるラインで、初代「Z」のシルエットを表現することを重要視した。さらにドアとサイドウインドウのバランス、フロントとリアのスタイリングに、黄金比を意識して取り入れた。
デザインの仕上げには、マイスターの柚木春生によってクレイモデルが製作された。柚木は感情に訴えかけるような魅力や深みを出すために、2次元のパースを自分なりに解釈して再構築し、3次元に再現することを重要視してクレイモデルを製作している。今回もまた、実寸大のクレイモデルを約2、3週間をかけて完成させ、多くの役員やエンジニアが訪れる中で、最終的な形に整えていった。

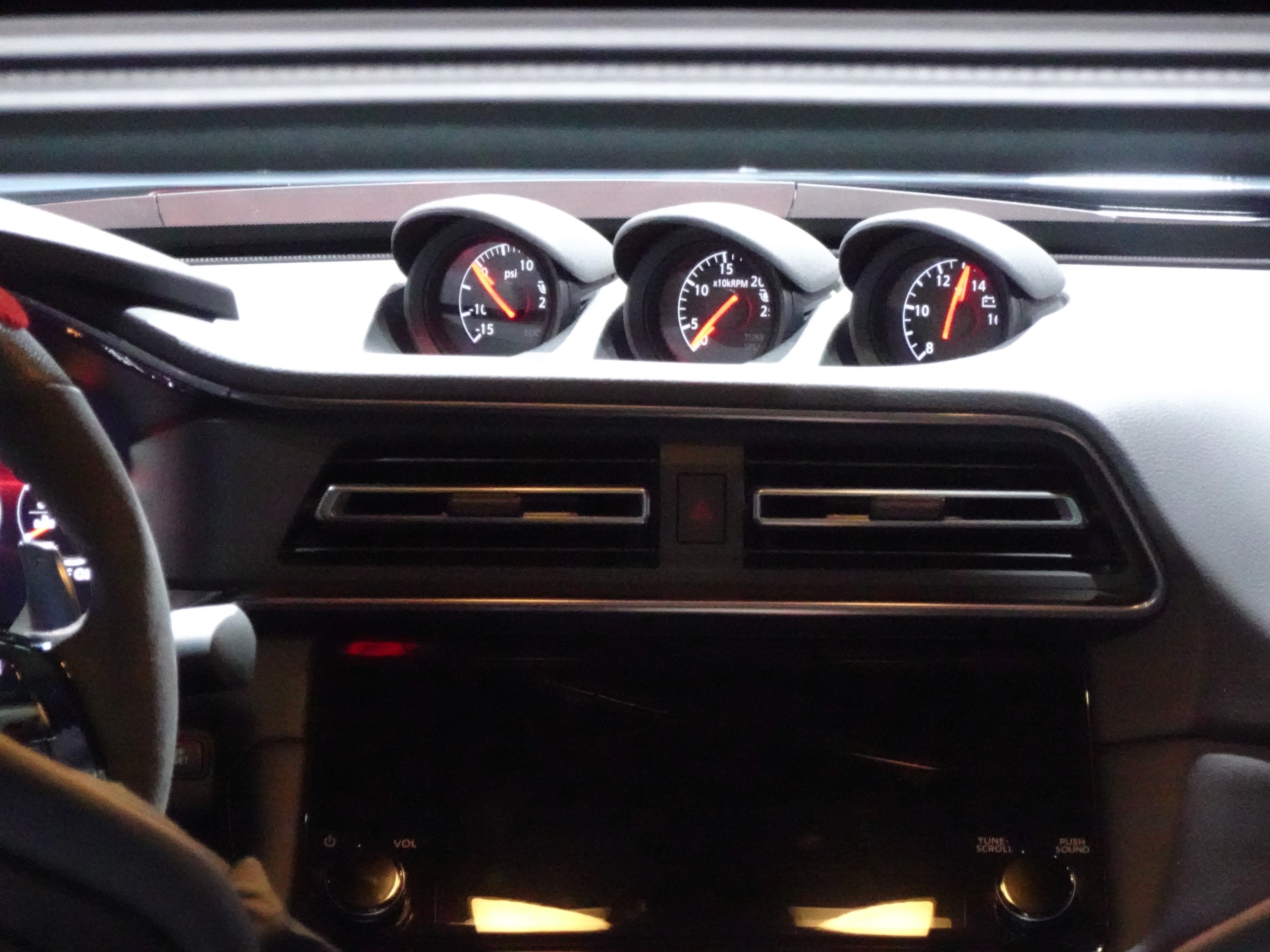
左ハンドル仕様の3連サブメーター

インテリアには、カスタマイズ可能な12.3インチTFTインストルメントディスプレイ、プログラム可能なシフトインジケーター、ダッシュボード上部にあり、ドライバーに向かって傾斜している3連サブメーター（ブースト計、ターボ回転計、電圧計）、本革シフトノブ（MT車）、GT-Rに見られるものと同様の手動調整可能なスポーツバケットシートがあり、運転席側は8段階、助手席側は4段階に調整できる。合成スエードのインサートが付いたファブリックシートや、安全装置や運転支援装置も充実している。
インテリア自体のデザインはエクステリアの形状と主なプロポーションが固まったところから始まり、当初はZ34型のデザインから進化させるという案であったが、役員たちからのフィードバックを受け、S30型のデザインをモチーフとしたものに方向転換した。大きく異なる点は、Z34型は「センターコンソールがドライバーに向かって少し曲がって盛り上がるように」なっていたが、RZ34型は「後輪駆動のスポーツカーらしさを強調する、力強い梁や支えのようなものにしたい」という考えから、フラットな形状に変更された。またS30型からヒントを得て、「リバーススラント」を採用した。ドライバーの視界に入る視覚ノイズを減らし、高速走行時にも安心して運転できるような室内空間を目指していると同時に、S30型にしかない独特なレイアウトだったため、このデザインが採用された。
インストルメントディスプレイのタコメーターは、日産系チームに所属しているSUPER GT GT500クラスのレーシングドライバー、松田次生の協力を得て行われた。開発に携わった経緯としては、チーフ・プロダクト・スペシャリストを務める田村宏志から、レースでの経験を通して、レーシングカーのテイストを取り入れた次期型「Z」で重要視するポイントは何かを具体的に教えてほしいと頼まれたという。松田はアドバイスとして、緑から黄色、赤と順に色が変わるシフトライト、およびエンジンがレッドゾーンの7000rpmに達したときに、タコメーターの針が時計の12時を指す位置に来るような表示を求めた。理由としては、高速走行中であってもシフトライトとタコメーターが視界に収まっていれば、路面から目を離さずにシフトアップのタイミングをつかめるからだという。
2023年8月発表の2024年モデルでは、ボディカラーにS30型・Z432のボディカラーに設定されていたグランプリオレンジを想起させる「432オレンジ」が追加設定された。

### デザインの比較
| フロント   | フロント | フロント |
| ---------- | -------- | -------- |
|            |          |          |
| RZ34型     | S30型    |          |
| サイド     |          |          |
|            |          |          |
| RZ34型     | Z34型    |          |
| リア       |          |          |
|            |          |          |
| RZ34型     | Z32型    |          |
| インテリア |          |          |
|            |          |          |
| RZ34型     | Z34型    | S30型    |
| エンブレム |          |          |
|            |          |          |
| RZ34型     | S30型    |          |

### フェアレディZ カスタマイズドプロト
2022年の東京オートサロンで、ワンオフプロトタイプ「フェアレディZ カスタマイズプロト」が発表された。RZ34型自体が持つ古き良きデザインを大事にしつつ、モダンでありながらS30型の持っているスポーティさ、記号性をより色濃くデザインした。
外装ではオーバーフェンダー、スプリットフロントグリル、ブラックの8本スポークホイールと「Nissan Z」バッジ付きタイヤ、ブラックのグラフィックパッケージにブラックのルーフ、アクセントとストライプ、フロントフェンダーフレア、カーボンファイバー製フロントスプリッターとサイドスカートを備えている。パフォーマンスの大幅な変更は行われていないが、大型化されたダックテール形状のリアスポイラーによってダウンフォース向上が図られている。
ボディカラーの「グランプリオレンジ改」は、フェアレディZ432の実際の色板から色のレシピを分析し、色相・明度について忠実に再現したオレンジをベースにし、演出のためにパールのエフェクトを加えたものである。仕上げとしては、ソリッドカラーに近い「削ぎ落されたマシン感」の表現を大切に開発した。
デザインを担当した日産自動車のNISMO＆アクセサリーデザイン主管、森田充儀によると、「これはあくまでアクセサリー商品を使ったカスタマイズの一例としての提案で、今のことろ完成車としてこの状態で発売する予定はない」と述べた上で、将来的にはこういったパーツもラインアップしていくことを考えているとした。
2024年モデル以降、純正のカスタムパーツパッケージ「フェアレディZ Customized Edition」として販売されることになった。フロントバンパー&グリル、カーボンリヤスポイラーから成る「エントリーパッケージ」はNISMOを除く全グレード、専用デザインの19インチアルミホイール&サイドエンブレム、フードデカール、ボディサイドステッカーを追加した「フルパッケージ」はVersion S、 Version ST、 Proto Specに適用できる。
また、北米では「Z Heritage Edition」を生誕55周年を記念する特別仕様車として、2024年6月17日に発表された。Z Performenceをベースに、数量限定で販売するとしている。日本仕様であるフェアレディZ Customized Editionに対してリヤスポイラーの色がボディ同色で小ぶりのものとなり、デザインが若干異なるデカールを身につける。

### カラーリング
※は特別塗装色。
| ツートーン （× スーパーブラック）  | モノトーン                                         |
| ---------------------------------- | -------------------------------------------------- |
| セイランブルー※                    | ワンガンブルー※                                    |
| イカズチイエロー※                  | ミッドナイトパープル※                              |
| カーマインレッド※                  | 432オレンジ（日本）/ ニューサイドオレンジ（北米）※ |
| ステルスグレー※                    | バーガンティー                                     |
| ブリリアントシルバー※              | ダークメタルグレー                                 |
| プリズムホワイト※                  | ミッドナイトブラック※                              |
| NISMOステルスグレー （NISMO専用）※ | —                                                  |

1. 1 2  2025年モデルで廃止

## 基本仕様

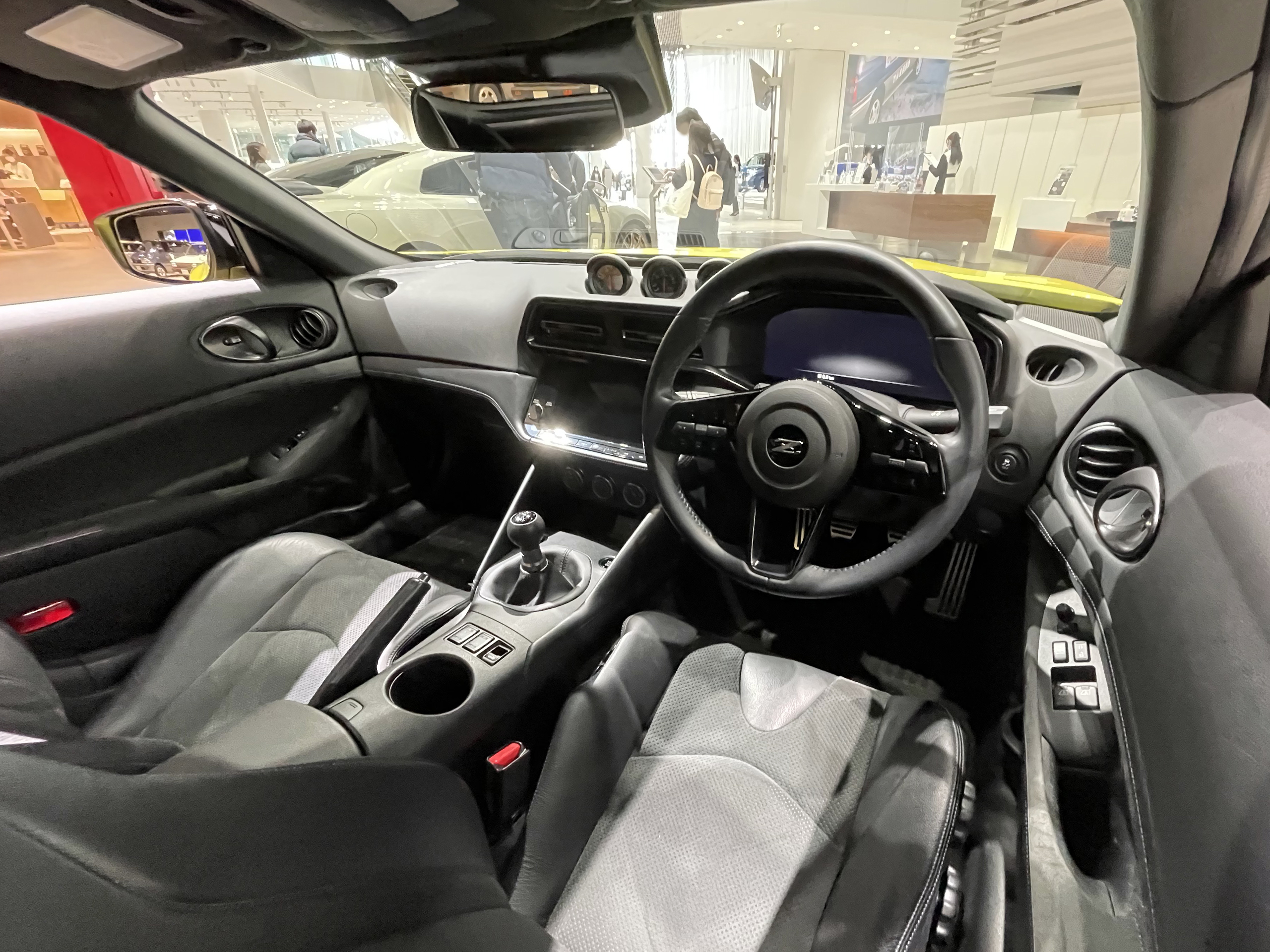
RZ34型2022年モデル Version ST インテリア

2022年のビッグマイナーチェンジモデルでは運転支援技術も盛り込まれ、インテリジェント クルーズコントロール、インテリジェント FCW（前方衝突予測警報）、インテリジェント エマージェンシーブレーキ（衝突被害軽減ブレーキ）、LDW（車線逸脱警報）、BSW（後側方車両検知警報）、RCTA（後退時車両検知警報）、ハイビームアシスト、ヒルスタートアシストが全車に標準装備され、AT車には低速衝突軽減ブレーキ機能と低速加速抑制機能で構成され、前進時・後退時どちらでも作動する「踏み間違い衝突防止アシスト」も装備された。

## ラインナップ
ベーシックモデルの「フェアレディZ」のほか、質感を豪華にした「フェアレディZ Version T」、スポーツグレードの「フェアレディZ Version S」、Version TとVersion Sの装備を並装した「フェアレディZ Version ST」の4グレードが用意されるのは先代と同じ。トランスミッションはVersion Tには9速ATのみが、Version Sには6速MTのみとなり、標準仕様とVersion STでは9速ATと6速MTから選択できる。ベーシックモデルとVersion Tには18インチアルミホイール、Version SおよびSTにはRAYS製19インチ鍛造アルミホイールが装着される。

### NISMO
2023年7月、RZ34型をベースにした「フェアレディZ NISMO」が2024年モデルとして登場した。エンジンのVR30DDTT型はターボのブーストアップ、電動ウエストゲートバルブの制御変更、「GT-R NISMO」にも採用されている気筒別点火時期制御の採用といった専用チューニングが施されたことで最高出力は11kW(15PS)、最大トルクは45N・m(4.6kgf・m)それぞれ向上され、ビックマイナーチェンジ前の従来モデルよりも性能が強化された。
エンジンの高出力化・高トルク化に対応するため、水冷式インタークーラーのサブラジエーターが強化され、高剛性エンジンマウントも採用された。トランスミッションはマニュアルモードを備えた9速AT（9M-ATx）に一本化され、クラッチプレートの枚数追加とクラッチストロークの短縮を行うチューニングが施された。ボディ構造についても、専用フロントクロスバー、専用ラゲッジアンダーブレース、専用リアアンダーフロアVバーの追加によりフロントエンドとリアフロアが補強され、シャシーやブレーキも専用設計となった。ドライブモードは専用の「SPORT+」を含めた3モードが設定された。
外観デザインはフロントのグリルとバンパー、リアのバンパーとスポイラー、サイドシルプロテクター、フェンダーモールが専用パーツとなり、リアLEDフォグランプを装備。フロントグリルのメッシュはGT-Rの2024年モデルでも採用されているハニカムデザインが採用され、アルミホイールは全面グロスブラック塗装で9本ラジアルスポークデザインとしたRAYS製の19インチ鍛造が採用された。内装はRECARO製スポーツシートが引き続き採用されているが、ブラックのパーフォレーション付きアルカンターラとレザー素材の組み合わせとなり、ノンスリップ機能も備わった。

### 特別仕様車

#### Proto Spec

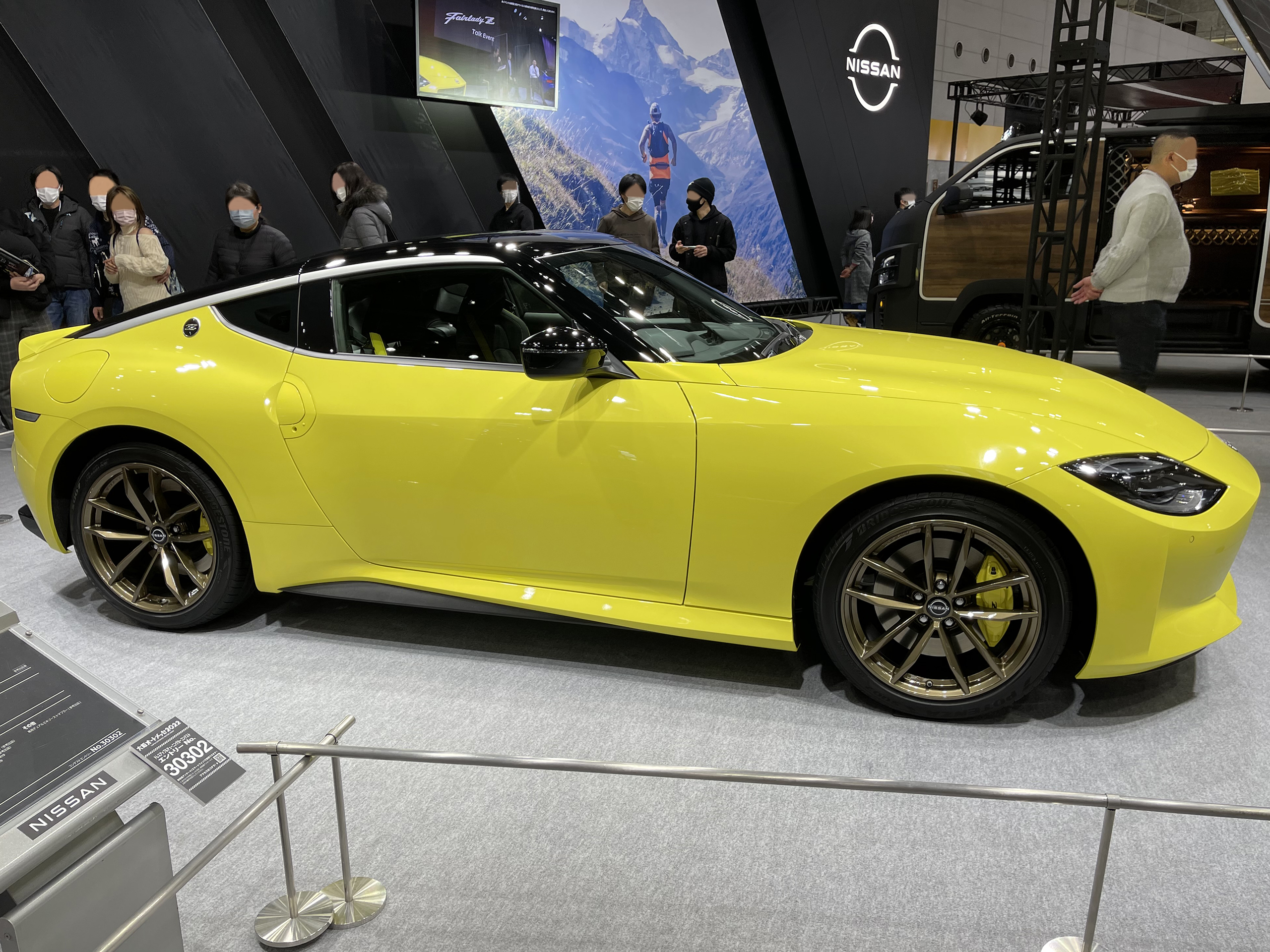
Proto Spec。通常のモデルはブレーキキャリパーはレッドだが、Proto Specではイエローになっている。

2020年に公開されたプロトタイプから着想を得た仕様となっており、ボディカラーにイカズチイエロー3コートパールとスーパーブラックの2トーンカラーを採用するとともに、RAYS製19インチアルミ鍛造ホイールを専用カラーのチタニウムゴールドに、4輪アルミキャリパー対向ピストンブレーキをイエローに変更。内装は本革・スエード調ファブリックコンビシートにイエローのセンターストライプ・ステッチ・アクセントラインが施され、インストパネル・ドアトリムクロス・MTシフトノブブーツ（MT車のみ）・ニーパッドなどに専用ステッチカラーが施された。なお、本仕様車はオンライン注文のみで、事前に専用メールマガジンの会員登録が必要となる。また、240台の限定販売で、応募数が限定数を上回った場合には抽選となる。

### グレード一覧
| グレード （クーペモデル） | エンジン                                                                | ミッション      | 内容 |
| ------------------------- | ----------------------------------------------------------------------- | --------------- | --- |
| ベースグレード            | 最高出力: 405 PS / 6,400 rpm 最大トルク: 48.4 kgf-m / 1,600 – 5,600 rpm | - 9速AT - 6速MT | 18インチアルミホイール、ファブリックシート、4スピーカー、トリコットドアトリムクロス |
| Version S                 | 最高出力: 405 PS / 6,400 rpm 最大トルク: 48.4 kgf-m / 1,600 – 5,600 rpm | 6速MT           | 海外では「Z Sport」として販売される。RAYS製19インチ鍛造アルミホイール、4輪アルミキャリパー対向ピストンブレーキ等を装備。2023年8月発表の2024年モデルでは、内装色にブルー（特別内装色）が追加設定された。 |
| Version T                 | 最高出力: 405 PS / 6,400 rpm 最大トルク: 48.4 kgf-m / 1,600 – 5,600 rpm | 9速AT           | BOSEサウンドシステム（8スピーカー）、スエードドアトリムクロス、ヒーター付本革・スエード調ファブリックコンビシート、アクティブノイズコントロール等                                                       |
| Version ST                | 最高出力: 405 PS / 6,400 rpm 最大トルク: 48.4 kgf-m / 1,600 – 5,600 rpm | - 9速AT - 6速MT | バージョンTの豪華装備をそのままにバージョンSの装備を並装した最上級モデル。ホイールはバージョンSと同様。海外では「Z Performance」として販売される。                                                      |
| NISMO                     | 最大出力: 420 PS / 6,400 rpm 最大トルク: 53.0 kgf-m / 2,000 – 5,200 rpm | - 9速AT         | エンジン、トランスミッション、シャシーなどに専用チューンが施され、ブレーキも専用設計に変更。外内装にも専用品が装備されている。2024年モデルから取り扱い開始。                                            |

## モータースポーツ
日産がモータースポーツ活動を大幅に縮小していたこと、GT-Rがベース車両として用いられるようになったことなどから、ワークスマシンとしてZ34型は用いられていなかったが、RZ34型にビッグマイナーチェンジして以降は様々なレースに参戦している。GT-Rと同様にSUPER GTへの参戦に始まり、2022年のスーパー耐久富士24時間レース(ST-Qクラス)に2台のNissan Z Racing Conceptがテスト参戦すると発表した。このレースでは特に230号車は、カーボンニュートラルフューエル(CNF)を用いて、将来の幅広いモータースポーツ活動へCNFを適応させるためのデータを蓄積する。これをベースにして、市販エンジンをチューニングしたNISMO Z GT4が開発された。

### SUPER GT GT500

#### 2021年
12月5日、SUPER GTの次年度シーズンにおいて、GT500クラスに「Nissan Z GT500」が参戦することが発表された。フェアレディZがGT500クラスに登場するのは2007年以来となる。これは日産の事業構造改革「Nissan NEXT」に於ける挑戦の一つとして位置づけられている。
参戦車両は、2022年1月14日から16日にかけて開催された東京オートサロン2022で公開された。エンジンはSUPER GT専用に製造されたNR4S21を搭載。見た目は市販車と似ている部分はあるものの、内部のメカニズムはまったく異なる。

#### 2022年
1月25日、2022年のSUPER GT GT500クラスにおける日産系チームのドライバー体制を発表した。参戦ドライバーおよび車両は以下の通りである。総監督はNISMOのCOOである松村基宏。
| 番号 | チーム       | 監督     | 車両名                             | ドライバー                        |
| ---- | ------------ | -------- | ---------------------------------- | --------------------------------- |
| 3    | NDDP RACING  | 島田次郎 | CRAFTSPORTS MOTUL Z                | 千代勝正 / 高星明誠               |
| 12   | TEAM IMPUL   | 星野一義 | カルソニック IMPUL Z               | 平峰一貴 / ベルトラン・バゲット   |
| 23   | NISMO        | 中島健   | MOTUL AUTECH Z                     | 松田次生 / ロニー・クインタレッリ |
| 24   | KONDO RACING | 近藤真彦 | リアライズコーポレーション ADVAN Z | 佐々木大樹 / 平手晃平             |

4月17日、2022年シーズンの第1戦（岡山国際サーキット戦）にて23号車のMOTUL AUTECH Zが3位入賞。
5月3日、第2戦（富士スピードウェイ戦）では23号車に22kg、3号車に12kg、12号車に8kgのサクセスウェイトが搭載された。24号車のみ、サクセスウェイトが搭載されずに予選の450kmのロングレースに挑んだ。24号車は予選2位、3号車は予選3位となった。翌日の決勝レース終了直前、トップと2番手にペナルティの裁定が下され、12号車が3位、23号車が4位、24号車が8位、3号車が15位となった。

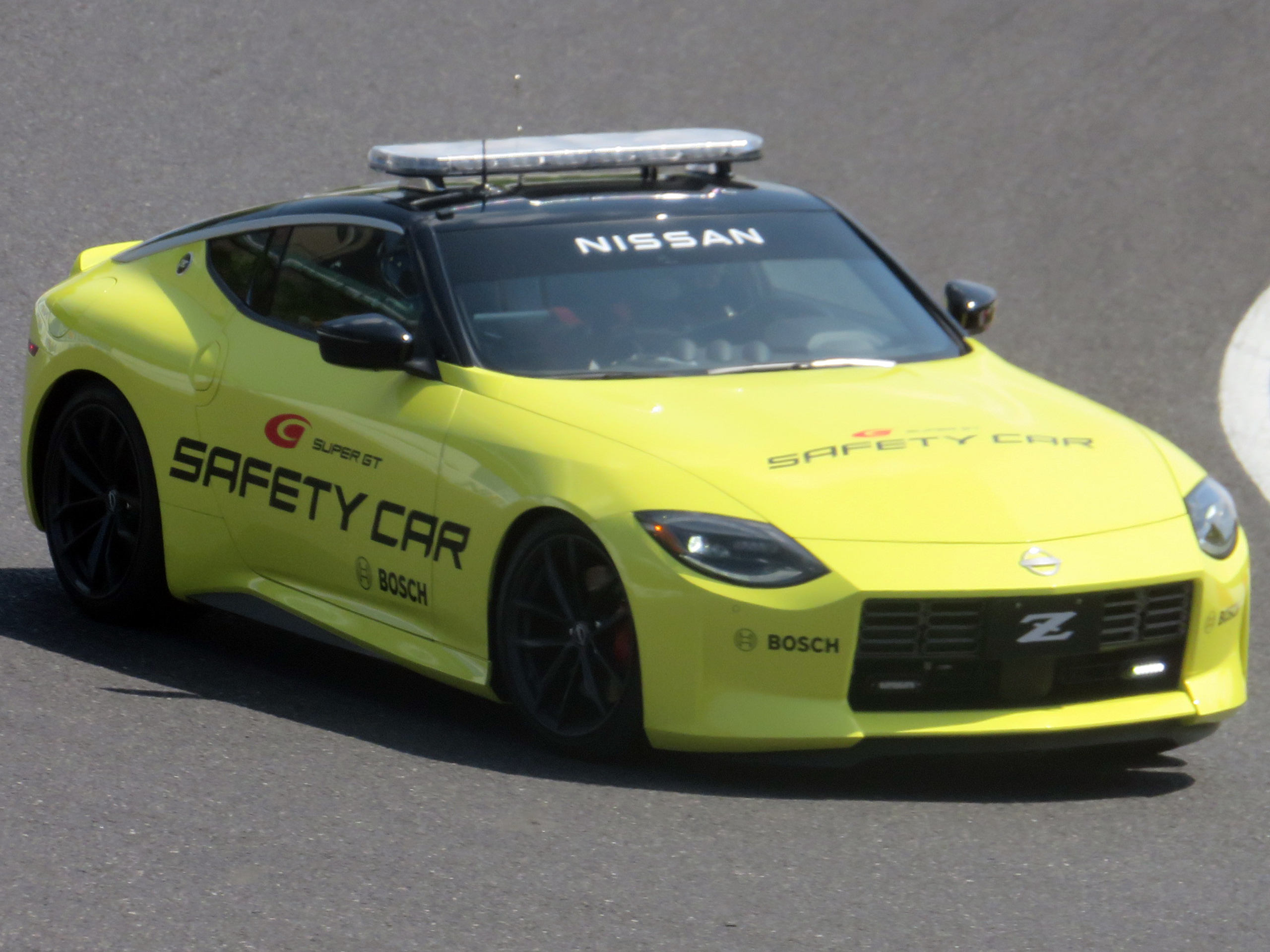
SUPER GT セーフティカー

5月26日、SUPER GTの第3戦（鈴鹿サーキット戦）からフェアレディZのセーフティカーが導入されることが発表された。また、同月29日には同じく鈴鹿サーキットにて贈呈式が実施された。
5月29日、3号車のCRAFTSPORTS MOTUL Zが優勝した。これは参戦マシンを変更して以来の初優勝であり、鈴鹿サーキットでの4連勝達成にも貢献した。この他にも24号車が6位、23号車が12位となっている。なお、12号車はトラブルが発生したため、2周目にマシンを止めてリタイアとなった。
8月6日、第4戦（富士スピードウェイ戦）では前戦で優勝した3号車にサクセスウェイト52kgが課されたが、50kgを超えたことから、実装する重量を35kgに抑え、燃料流量リストリクターが一段階絞られる措置が取られた。このほか、23号車には30kg、12号車には19kg、24号車には13kgのサクセスウェイトが搭載された。それでも24号車は予選2位でフィニッシュし、翌日での決勝では12号車が2位、24号車が3位と好調な戦績を残した。
8月28日の第5戦（鈴鹿サーキット戦）では12号車が優勝、9月18日の第6戦（スポーツランドSUGO戦）では3号車が優勝し、23号車が2位入賞、10月2日の第7戦（オートポリス戦）では3号車が3位入賞を果たし、11月6日の最終戦（モビリティリゾートもてぎ戦）では、24号車が9周目でのアクシデントでリヤまわりを大きく破損してリタイアしたものの12号車が2位、3号車が4位、23号車が13位という結果になった。12号車によって、日産/NISMO陣営として7年ぶりとなるシリーズチャンピオンを獲得した。

#### 2023年
2年目となる2023年は、前年度シーズンと変わらず4台体制での参戦となった。前年度シーズンで優勝したTEAM IMPULはゼッケン番号が1番になっただけでなく、それまで監督を一人で務めた星野一義はチーム総監督として支えることになり、監督には新たに星野一樹が配置されることになった。また、車両名が変更されており、1号車がCALSONIC IMPUL Z→MARELLI IMPUL Z（商号として用いられている「マレリ」への統一）、3号車がCRAFTSPORTS MOTUL Z→Niterra MOTUL Z（スポンサー変更）となっている。マシンについては、今季からはエンジンに対して、CNFに対応した改良とバランスシャフトの装備を施している。
4月16日、2023年シーズンの第1戦（岡山国際サーキット戦）の予選は23号車が1位、3号車が2位となり、最前列から決勝に挑むことになった。23号車は昨年シーズン第5戦以来のポールポジション獲得となる。この調子で、決勝でも23号車が1位、3号車が2位、1号車が6位、24号車が14位となった。
5月4日、続く第2戦（富士スピードウェイ戦）では23号車に42kg、3号車に30kg、1号車に10kgのサクセスウェイトが搭載された。24号車のみ前年度の第2戦同様に、サクセスウェイトが搭載されずに予選の450kmのロングレースに挑んだ。24号車は予選5位となった。翌日の決勝レースでは、残り5周となった95周目にて3番手走行の24号車の前でGT300クラス同士が接触するアクシデントが起こり、それに巻き込まれる形で24号車がダメージを負い、再度レースに戻ることはできなかった。最終的に3号車が5位、23号車が7位、1号車が9位、24号車が15位となった。ポイントランキングでも23号車がトップ、3号車が2位をキープしていた。
6月4日の第3戦（鈴鹿サーキット戦）では、58周目に23号車を含む数台がクラッシュした。このため，レース中にセーフティカーが導入されたものの、すぐさま赤旗中断となった。その後、コースバリアの修復に時間を要することなどからレースは終了となり、58周時点の順位で暫定結果が発表された。このときは3号車が優勝となっていたが、その後3号車が2回目の給油作業を58周時点ではまだ行っていなかったことから、ピットイン及び給油相当のタイム（60秒）が科されることになった。この裁定を不服とし、3号車のNDDP RACINGは抗議を行ったが、大会審査委員会はこれを却下した後、競技関係者と再協議の結果、最終的に1号車が3位、3号車は4位、24号車は8位で入賞という結果になった。なお、事故に遭った23号車をドライブしていた松田は、命に関わるほど大事に至らなかったことが確認された。
8月6日の第4戦（富士スピードウェイ戦）には3号車が今シーズン初優勝を果たし、24号車が10位、23号車が13、1号車が15位となった。
8月27日の第5戦（鈴鹿サーキット戦）では1号車が5位になり、9月17日の第6戦（スポーツランドSUGO戦）では23号車が2位入賞、10月15日の第7戦（オートポリス戦）では3号車が3位入賞を経て、11月6日の最終戦（モビリティリゾートもてぎ戦）では、23号車が2位、1号車が4位、3号車が13位、24号車が14位という結果になった。惜しくもタイトル連覇は逃したものの、前シーズン同様に好調な戦績を残した。

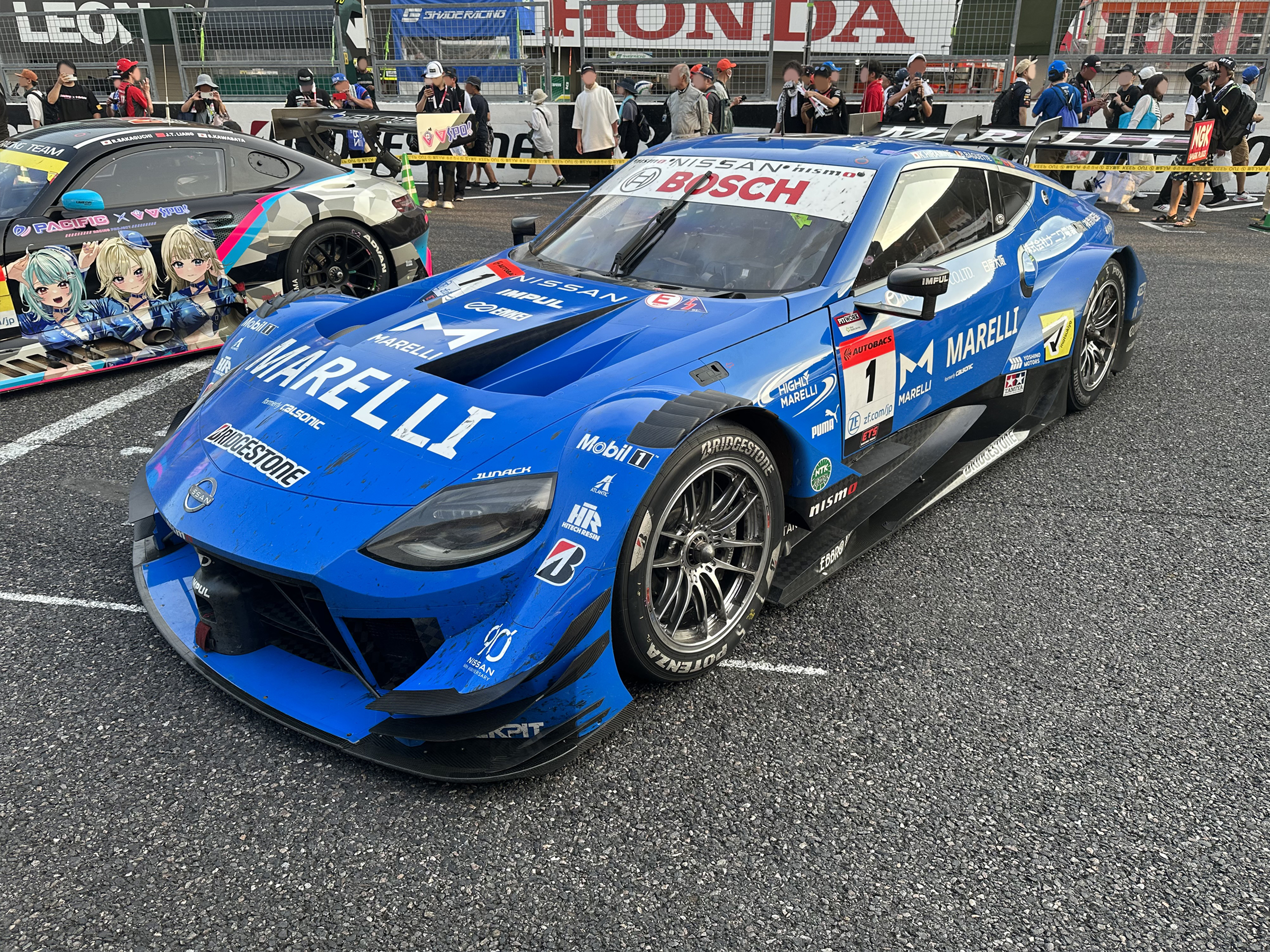
MARELLI IMPUL Z
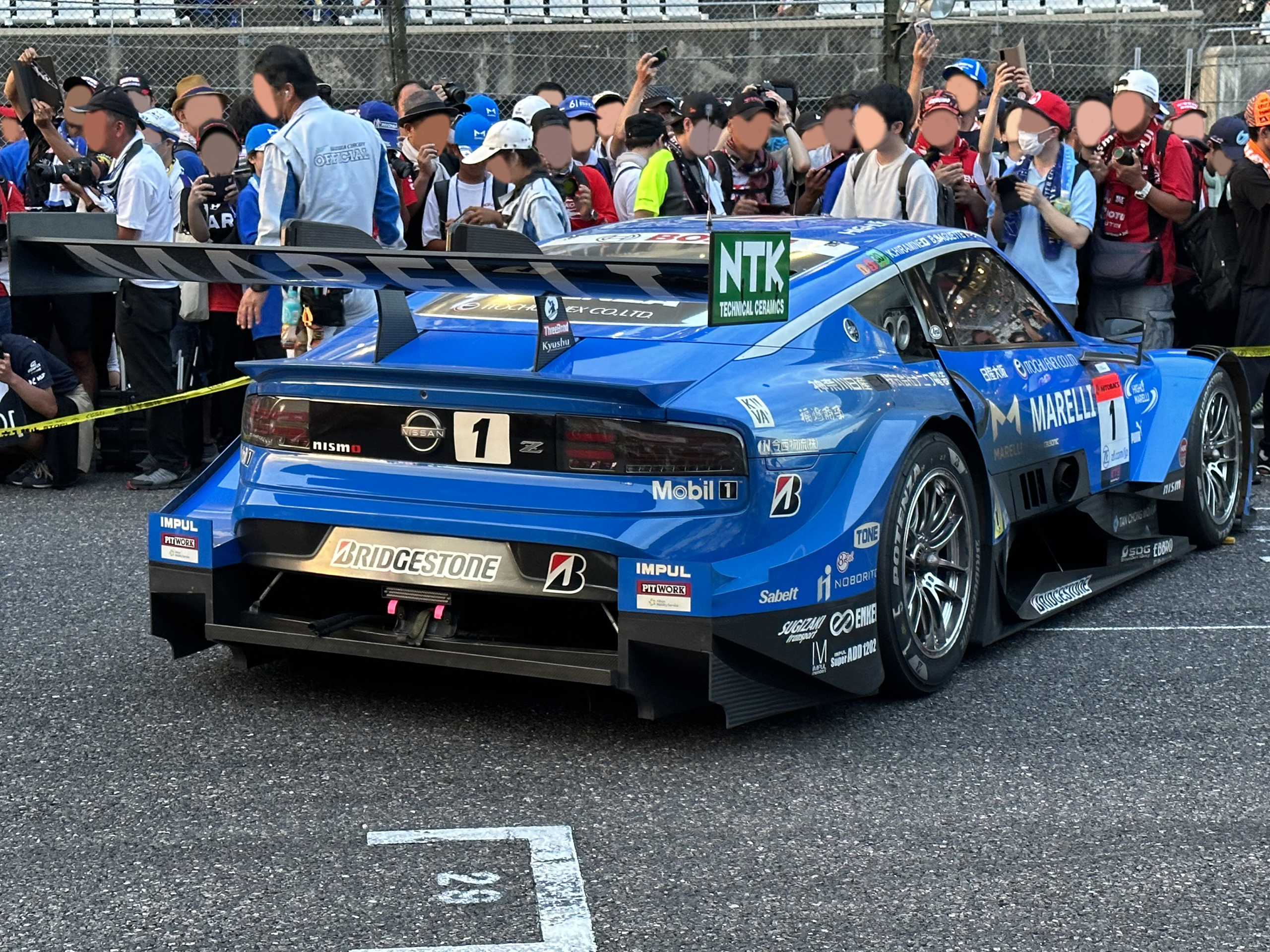
MARELLI IMPUL Z
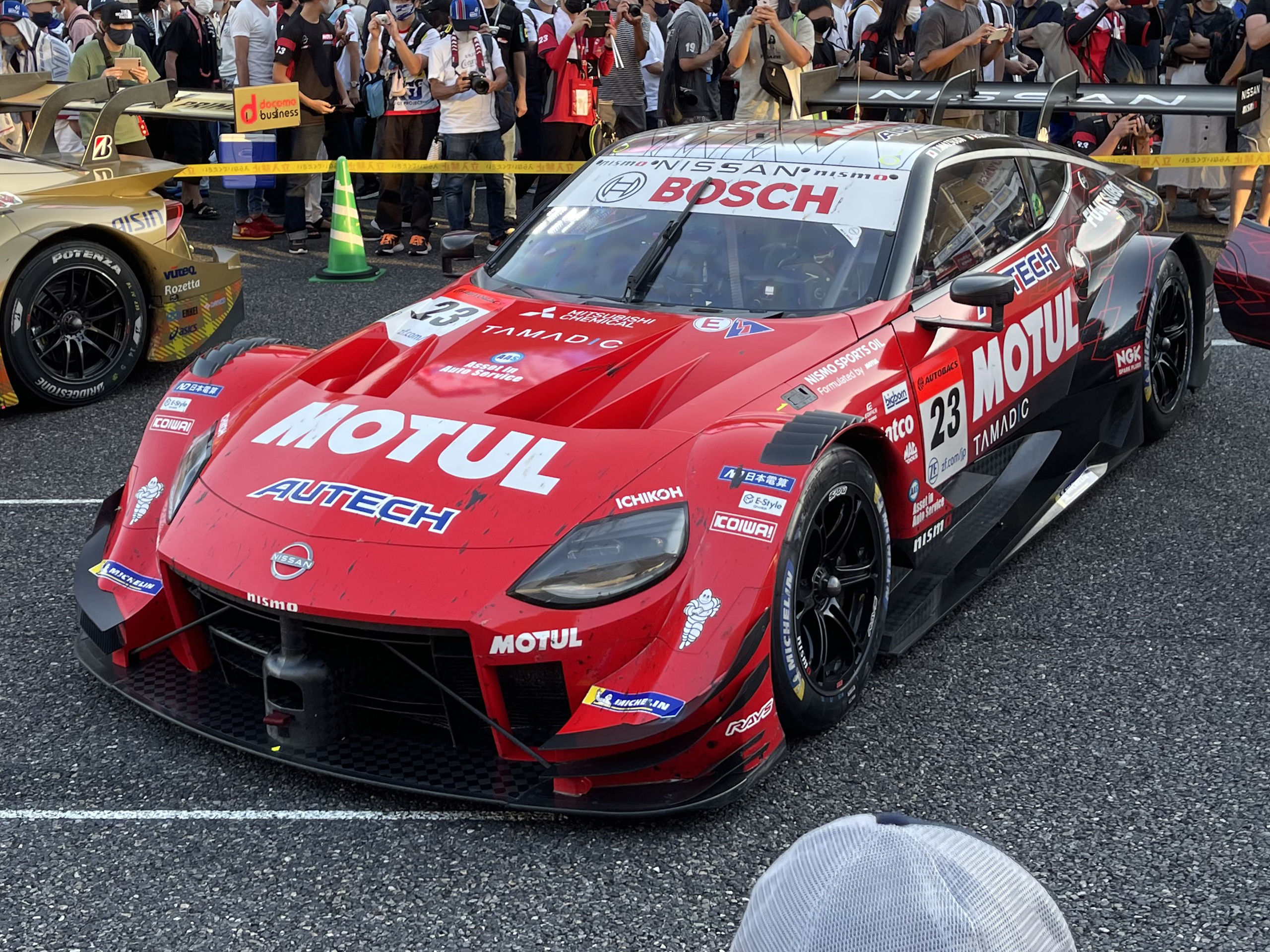
MOTUL AUTECH Z
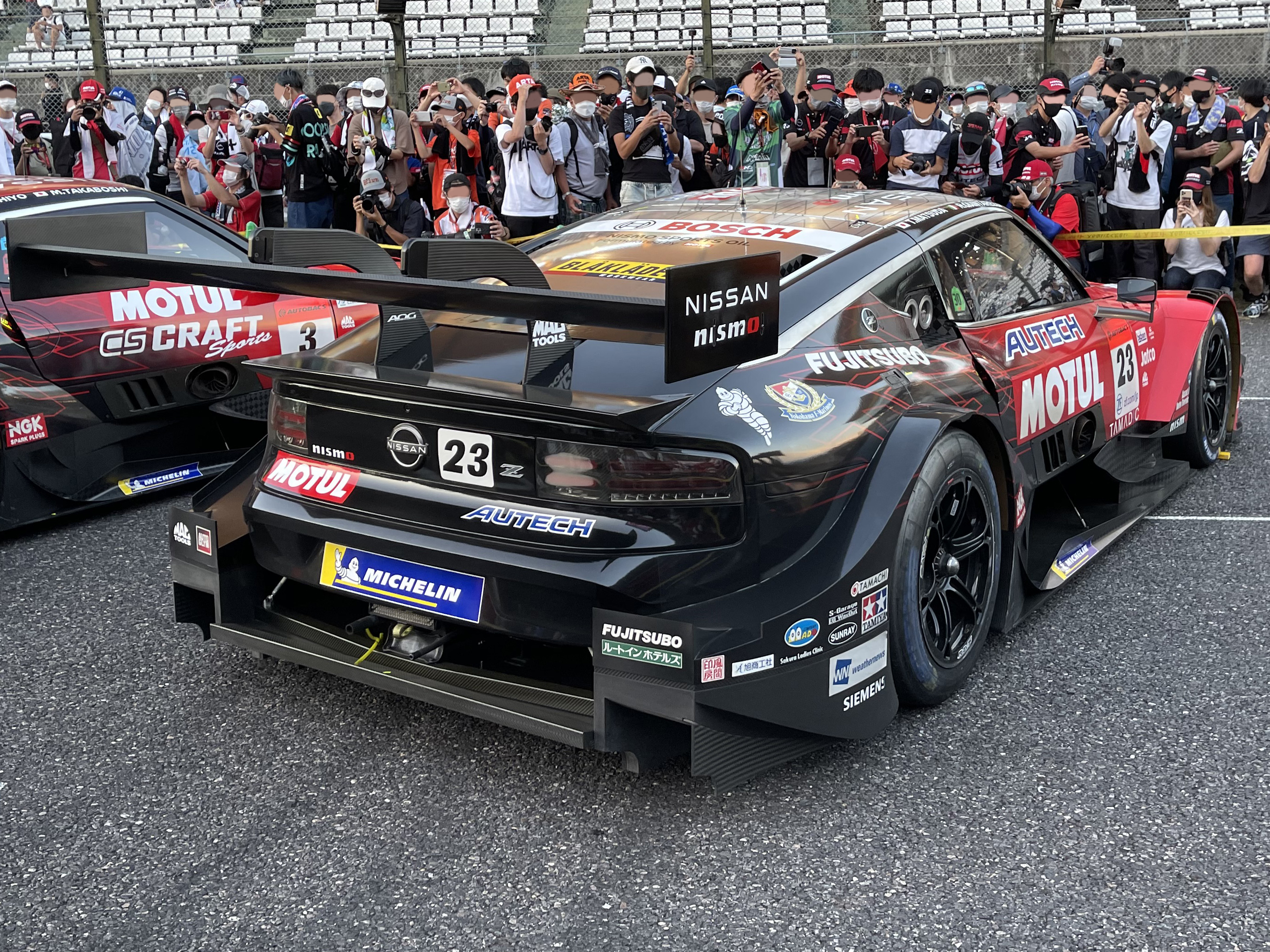
MOTUL AUTECH Z
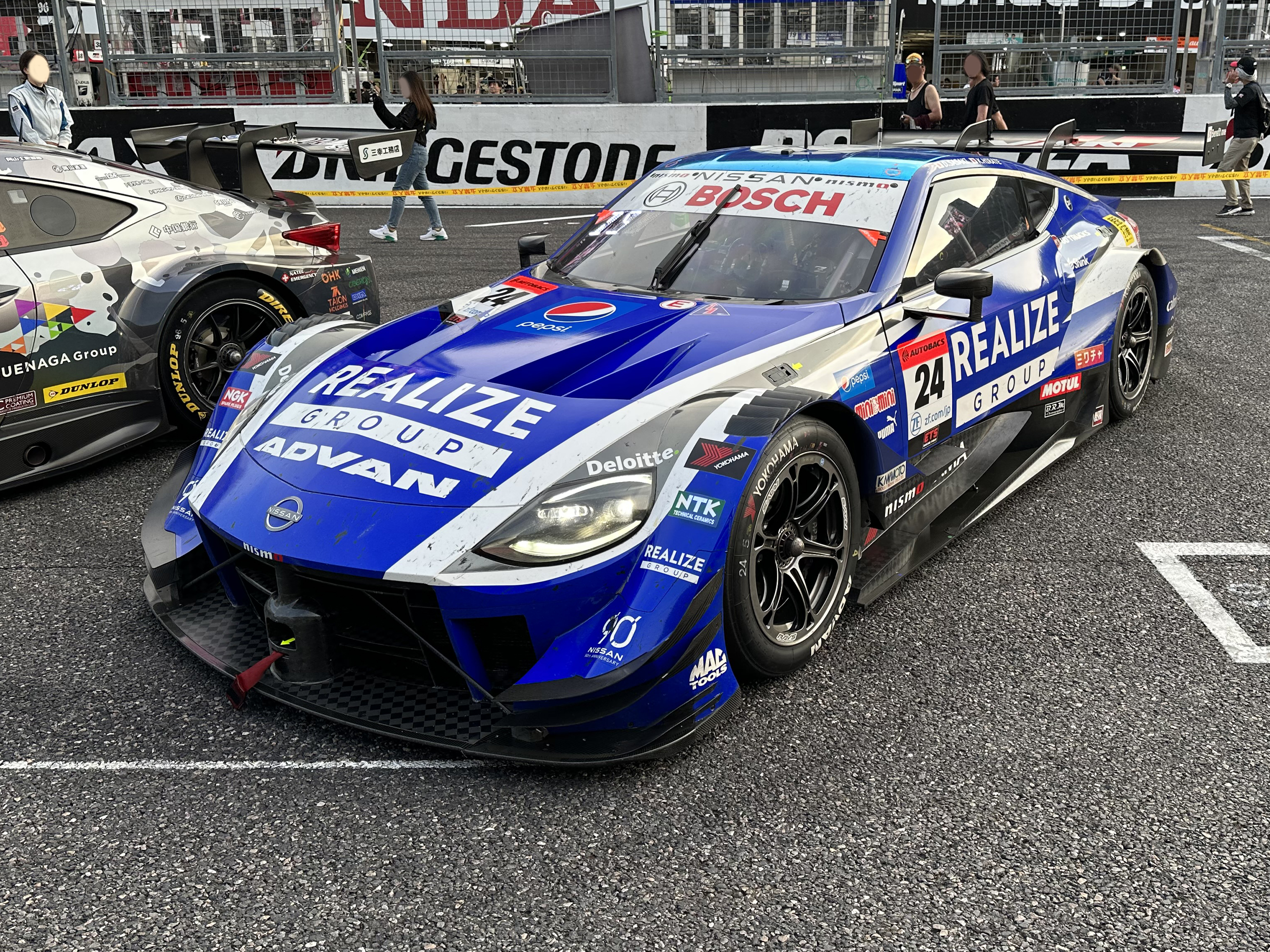
リアライズコーポレーション ADVAN Z
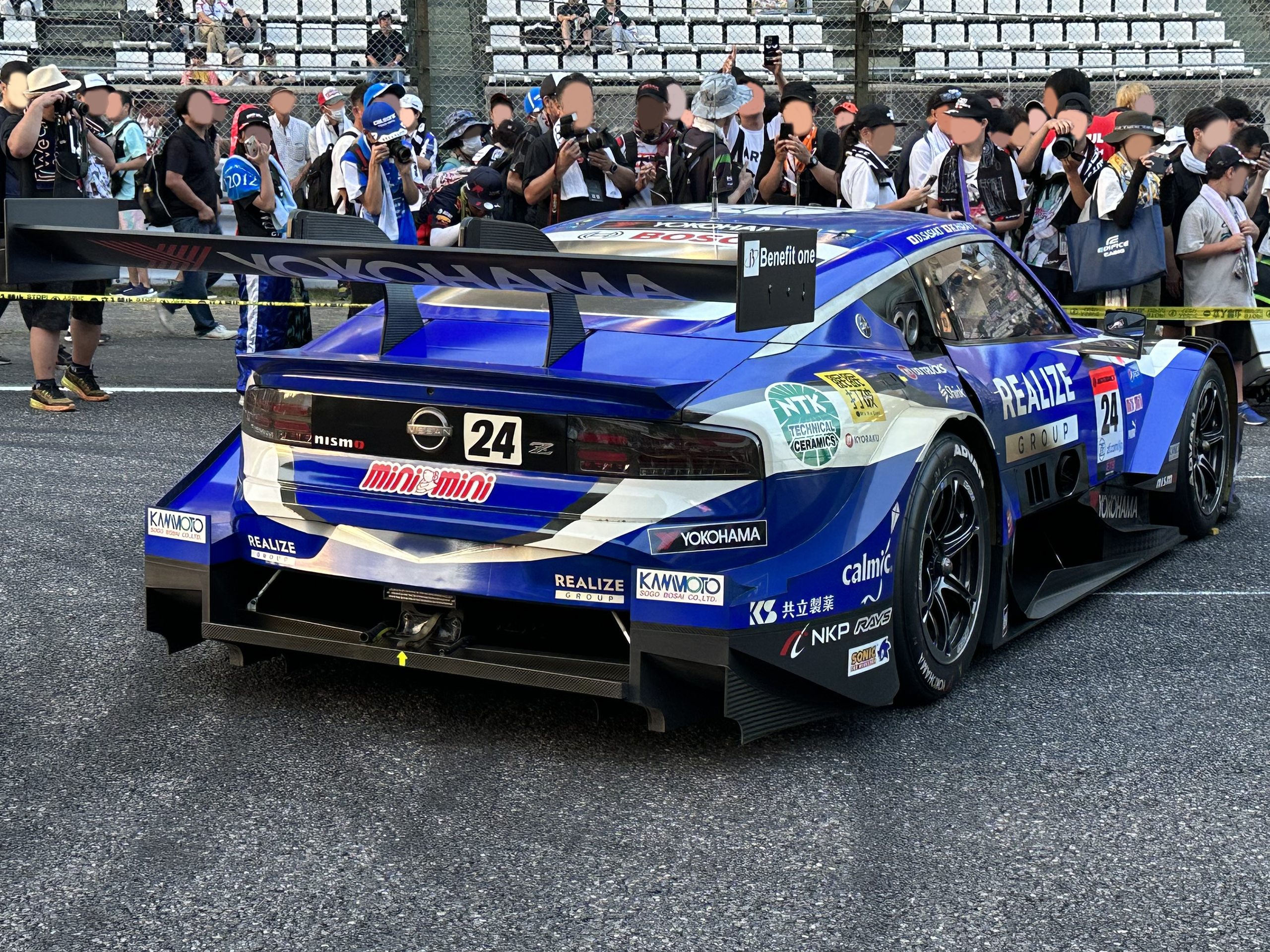
リアライズコーポレーション ADVAN Z

#### 2024年
1月18日に、2024年のSUPER GTの体制が発表された。ベース車両がNISMO仕様となり「Z NISMO GT500」の名称へと変更となった。またドライバーラインナップもTEAM IMPULを除く4チーム中3チームで変更があった。体制は以下のとおり。
| 番号 | チーム       | 監督                            | 車両名                             | ドライバー                        |
| ---- | ------------ | ------------------------------- | ---------------------------------- | --------------------------------- |
| 3    | NISMO NDDP   | 島田次郎                        | Nittera MOTUL Z                    | 高星明誠 / 三宅淳詞               |
| 12   | TEAM IMPUL   | 星野一義(総監督) 星野一樹(監督) | MARELLI IMPUL Z                    | 平峰一貴 / ベルトラン・バゲット   |
| 23   | NISMO        | 中島健                          | MOTUL AUTECH Z                     | 千代勝正 / ロニー・クインタレッリ |
| 24   | KONDO RACING | 近藤真彦                        | リアライズコーポレーション ADVAN Z | 松田次生 / 名取鉄平               |

3号車のエントラント名がNDDP RACINGからNISMO NDDPになり、高星とGT300クラスのMax Racingから移籍昇格する三宅淳詞がコンビを組む。23号車NISMOはKONDO Racingに移籍する松田に代わり、千代がクインタレッリとコンビを組む。KONDO Racingはドライバーラインナップを刷新、松田と前年GT300のKONDO Racingから参戦していた名取鉄平のコンビとなる。またタイヤもミシュランがGT500への供給から撤退し、NISMOの2台はブリヂストンタイヤへと変更となる。
開幕戦を前にした4月12日に、総監督が松村から木賀新一に交代することが発表された。木賀は世界初の可変圧縮比エンジンであるKR20DDET/15DDTなどの開発を担当してきた経緯があり、4月1日付けで専務執行役員に就任してモータースポーツ事業部の開発や企画などを統括している。なお、2019年より5年間にわたって総監督を務めてきた松村は、エグゼクティブパートナーとして木賀をサポートする。
4月13日、2024年シーズンの第1戦（岡山国際サーキット戦）の予選Q1で23号車の千代が1分17秒489のトップタイムをマークした。Q2では3号車の三宅が3周目に1分18秒301をマークし、Q2を5番手で終えた。翌日の決勝では1周目に23号車のクインタレッリが第1コーナーで他車と接触し9番手にポジションを落とした。後続ではスピンしたマシンで混乱した状況のなかアクシデントが重なり、12号車のバゲットも他車と接触しマシンにダメージを負った。1周目から、ストップしたマシンを回収するためにセーフティカーが導入された。7周を終えてセーフティカー先導が終了し、8周目からレースが再開された後は、Z同士の戦いが何度も見られた。52周を終えてGT500クラス全車がピットインを終えた時点で、23号車は5番手、3号車は6番手となり、接近戦の中にいた。しかし、混雑するコース上でのオーバーテイクは難しく、65周目にコース上にマシンがストップしフルコースイエローが出るなど、ポジションアップは果たせない状況のまま82周のレースは終了した。千代は、終盤のフルコースイエローでタイヤが冷えたことでペースが上がらなくなり、より上のポジションを獲れなかったと語っている。23号車は5位、3号車は6位で2台が入賞を果たした。12号車は1周目にアクシデントによるピットインで大きく順位を落としたものの、レース後半にペースを上げて挽回し、入賞目前の11位でフィニッシュした。ペースに苦しんだ24号車は12位で開幕戦を終えた。
5月4日の第2戦（富士スピードウェイ戦）では、連休中に開催されたこともあってSUPER GT初の3時間レースとして行われた。予選ではQ1、Q2のベストタイムの合算で順位が決定するのだが、戦略が功を奏したことで、日産勢はQ2で上位を占めて決勝を有利な状態でスタートした。フィニッシュは117周を走った3号車がトップを飾り、続いて23号車が2位となり、1-2フィニッシュを達成。今期初優勝かつ富士での3連勝も成し遂げた。24号車もQ1でアタック不発に終わったことで最後尾からのスタートだったが、1ラップ遅れ13位完走でレースを終えている。
6月2日、第3戦（鈴鹿サーキット戦）は不安定な天候のもとで決勝を迎え、優勝は逃したもののZ勢は全車入賞を果たし、貴重なポイントを獲得した。8月4日の第4戦（富士スピードウェイ戦）において、中盤では接戦状態だったものの12号車は終盤に近づくにつれポジションを上げ、5位入賞となった。第5戦（鈴鹿サーキット戦）は、台風の影響で12月に延期となった。
9月22日、第6戦（スポーツランドSUGO戦）では雨模様で午前中は公式練習が行われたものの、荒れた天気で予選はキャンセルとなり決勝の300kmレースのみが開催された。前戦までの結果により、全車それぞれサクセスウェイトが搭載された。12号車は3位、3号車は6位で入賞し、23号車は12位、24号車は13位でフィニッシュとなった。日産/NISMO陣営にとって、ウェット路面とタイヤのマッチングなど新たな経験を積んだレースとなった。11月3日の第8戦（モビリティリゾートもてぎ戦）は雨の予選、晴れの決勝を走りぬき、3号車が7位、24号車が8位、23号車が9位、12号車が11位でフィニッシュした。

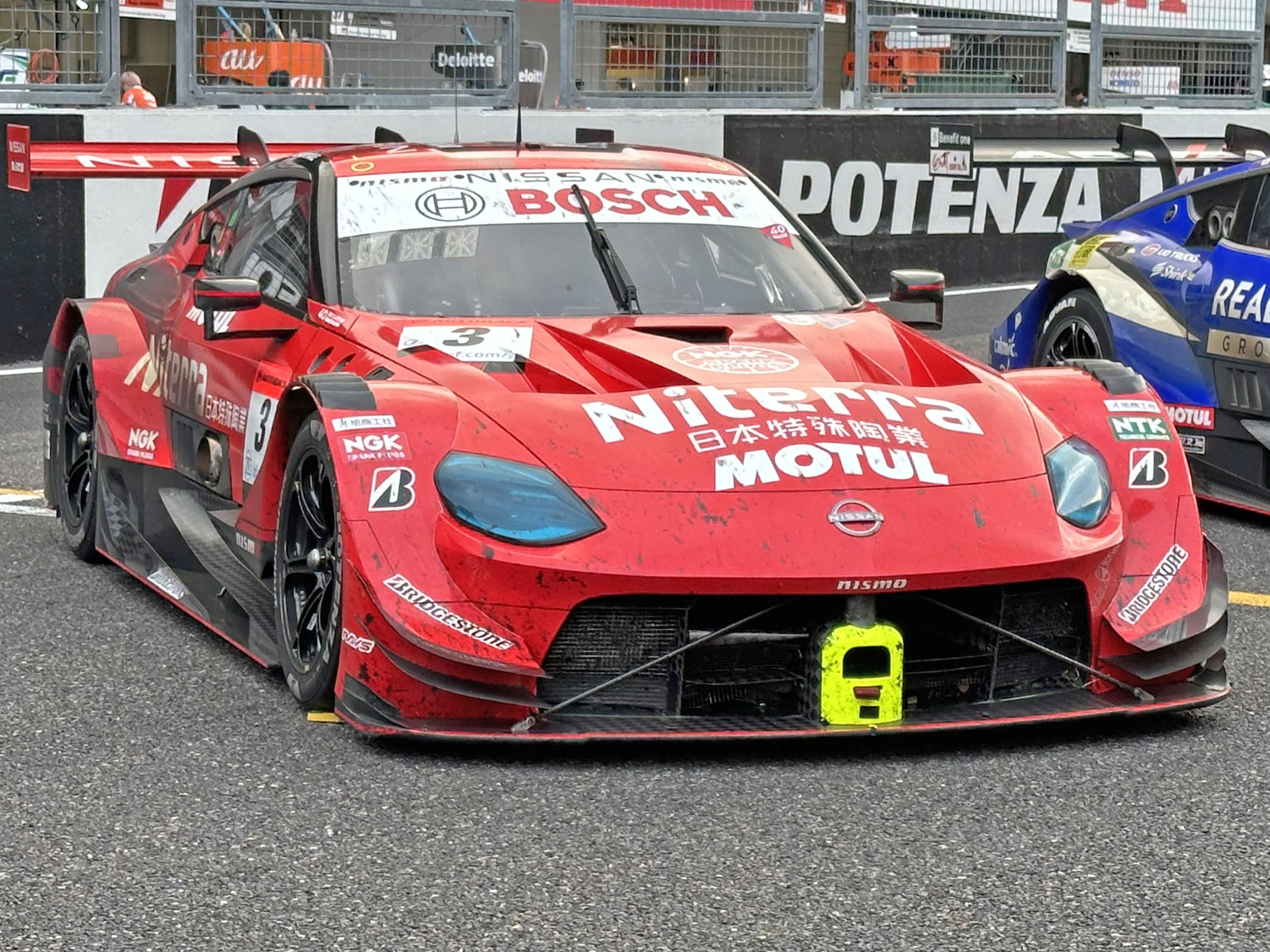
Niterra MOTUL Z
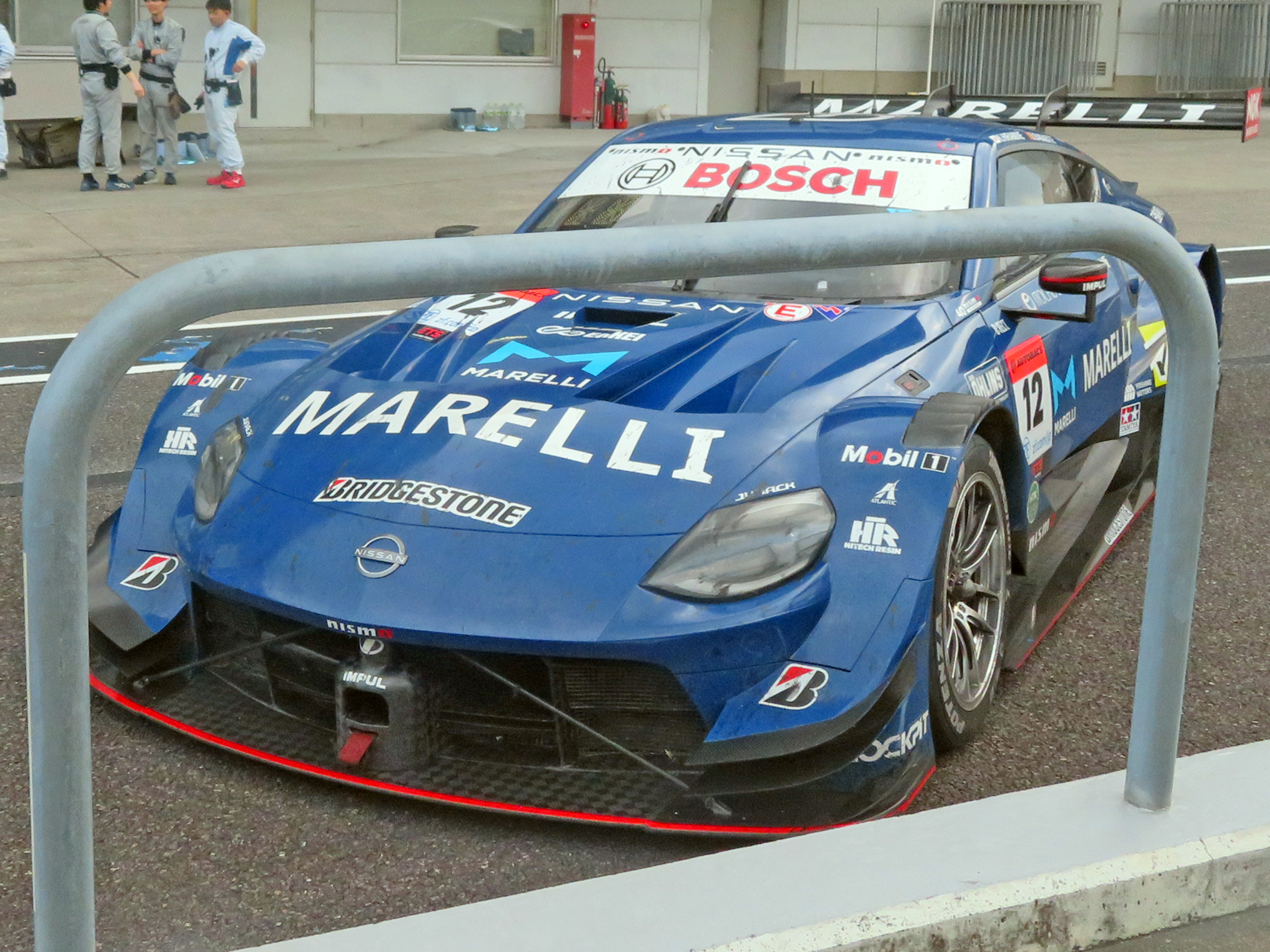
MARELLI IMPUL Z
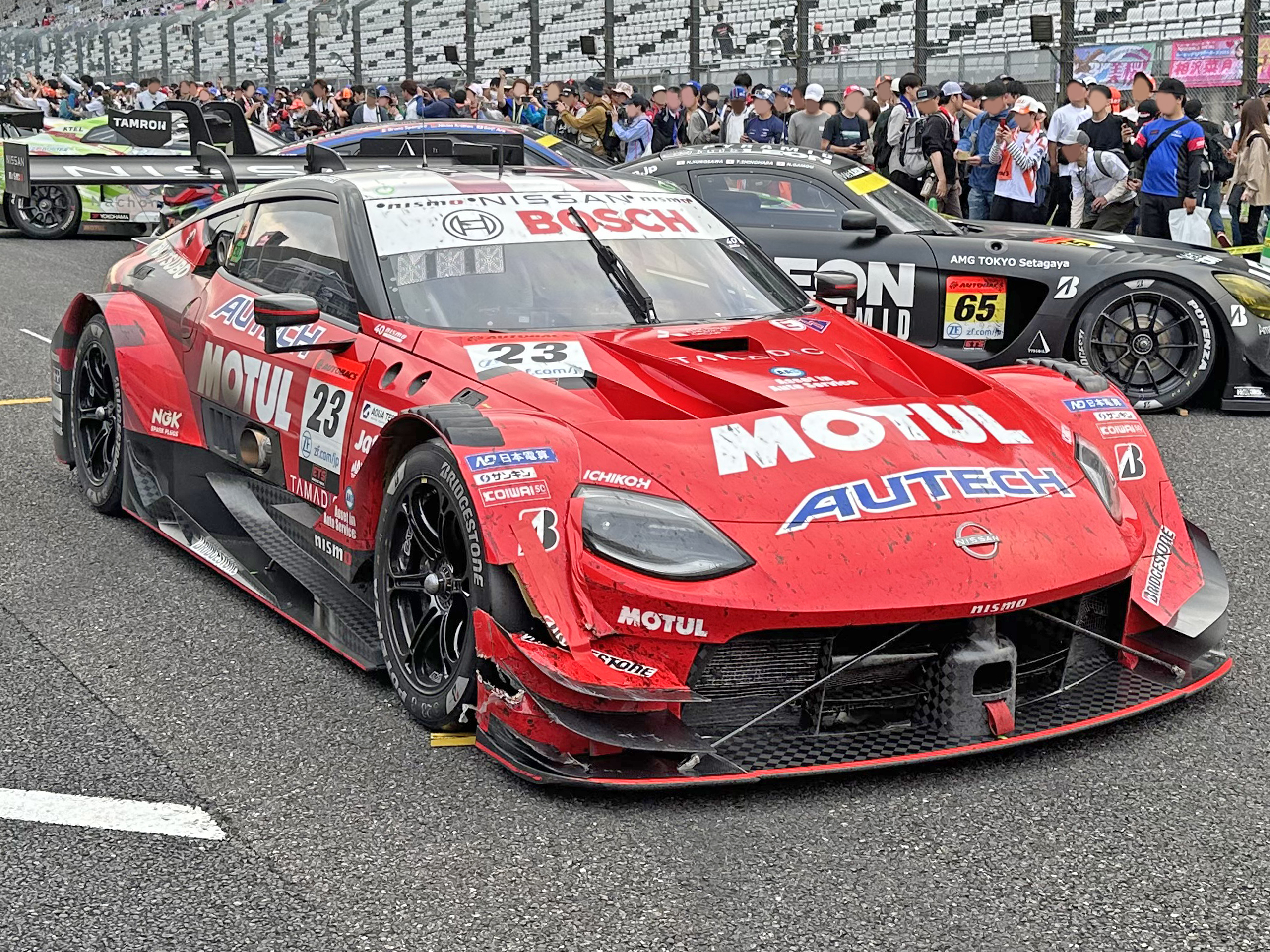
MOTUL AUTECH Z
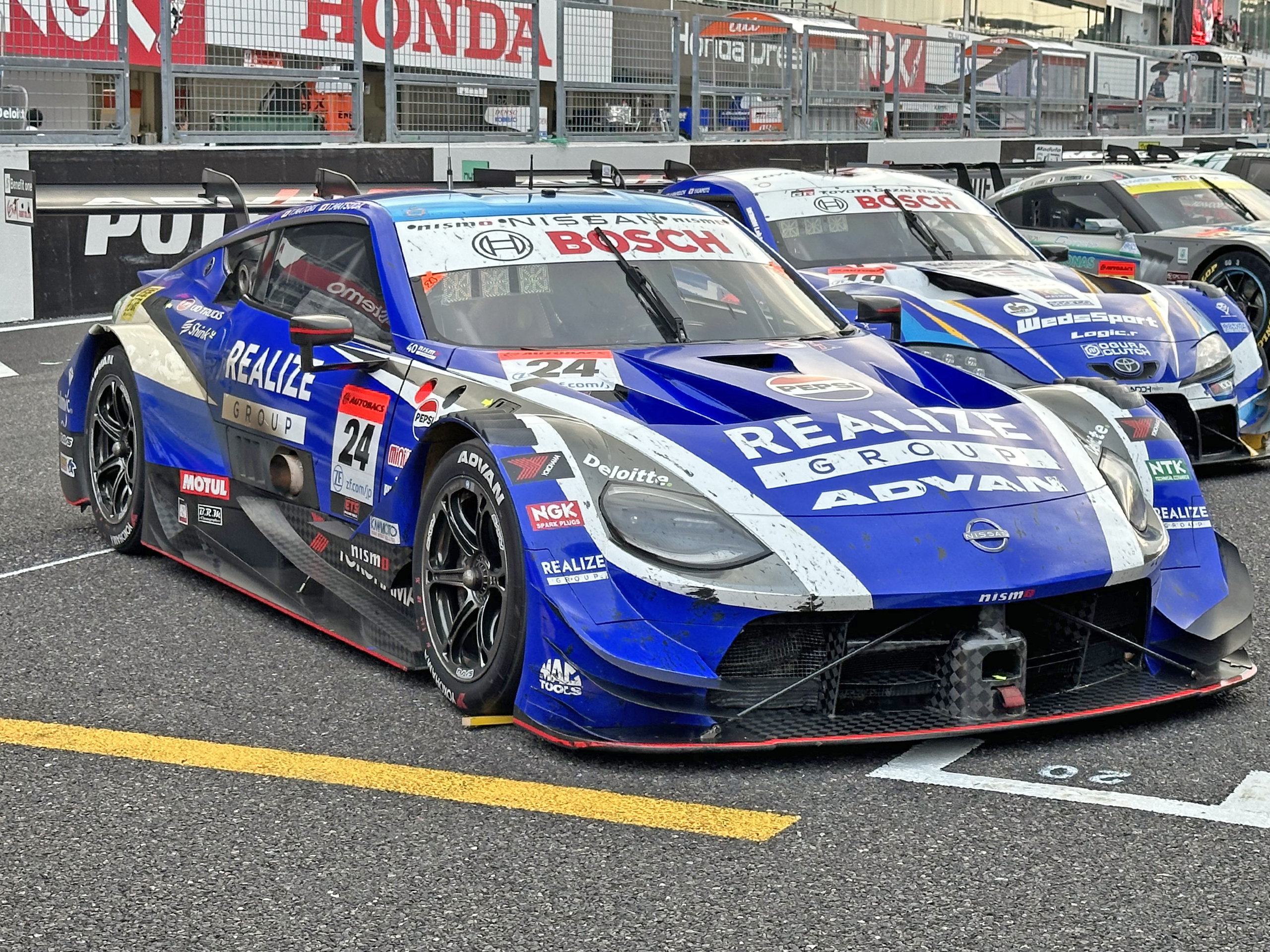
リアライズコーポレーション ADVAN Z

#### 2025年
1月17日に、2025年のSUPER GTの体制が発表された。ドライバーラインナップはNISMOの2台で体制が変更された。体制は以下のとおり。
| 番号 | チーム       | 監督                            | 車両名                             | ドライバー                      |
| ---- | ------------ | ------------------------------- | ---------------------------------- | ------------------------------- |
| 3    | NISMO NDDP   | 島田次郎                        | Nittera MOTUL Z                    | 佐々木大樹 / 三宅淳詞           |
| 12   | TEAM IMPUL   | 星野一義(総監督) 星野一樹(監督) | TRS IMPUL with SDG Z               | 平峰一貴 / ベルトラン・バゲット |
| 23   | NISMO        | 中島健                          | MOTUL AUTECH Z                     | 千代勝正 / 高星明誠             |
| 24   | KONDO RACING | 近藤真彦                        | リアライズコーポレーション ADVAN Z | 松田次生 / 名取鉄平             |

NISMOの2台でドライバー体制が変更となる。前シーズンをもってSUPER GTを引退したクインタレッリに代わり、23号車に高星が移籍、2シーズンぶりに千代とコンビを組む。3号車は前年GT300のKONDO RACINGに在籍していた佐々木が再昇格、三宅とコンビを組む。また43年間続いたTEAM IMPULとマレリとのスポンサード契約が終了、東京ラヂエーター製造がメインスポンサーとなる。

### SUPER GT GT300

#### 2024年
| 番号 | チーム | 監督     | 車両名         | ドライバー                               |
| ---- | ------ | -------- | -------------- | ---------------------------------------- |
| 11   | GAINER | 藤井一三 | GAINER TANAX Z | 富田竜一郎 / 石川京侍 / 大木一輝（Rd.5） |

2024年2月の日産/NMC体制発表で本年度より新たにGT300クラスにGTA-GT300規定(旧JAF-GT300規定)で開発された車両が参戦する事が発表された。前年までGT-R NISMO GT3オフィシャルパートナーチームであった、GAINERが独自に開発を進め、NMCは技術支援を行う。モノコックは市販車のものを使用し、そこにロールケージを組む構造となっている。エンジンはGT-Rと同様にVR38DETTを搭載しておりカスタマーチームへの販売も計画していると言う。
岡山国際サーキットで開催される開幕戦にはエントリーはしたものの、走行可能な状態にまではなっておらず出走を辞退することとなった。第2戦 富士3時間レースを前にした、4月25日に岡山でシェイクダウンを完了させた。第2戦では金曜車検で車両測定にて規則に反する面(全幅)があり、再車検でも不合格し練習走行にも出走できずいきなりの予選走行となった。しかしQ1グループA予選にて富田が1'36.484を出しグループAで4番手タイム(Q1総合5番手)をマーク。しかし石川が担当するQ2グループ1予選ではシフトにトラブルが発生、走行する事がかなわず決勝では最後尾のクラス27番手からのスタートをする事になった。決勝では熱害によるトラブル等がおこり32周でリタイア、レースを終えることとなった(規定周回数75周のため完走扱いならず)。
第3戦 鈴鹿3時間レースでは予選1回目で富田が5番手タイムの1分58秒805、2回目で石川が2分00秒410で13番手タイム、合算3分59秒215、クラス10番手のグリッドを獲得した。決勝では初のポイント獲得を目指すも、ラジエターにデブリが刺さり損傷、37周でリタイアとなった。第4戦 富士350kmレースでに改良を施し参戦。予選1回目を富田が6番手タイムとなる1分38秒434をマーク、グリッドを決定するQ2で石川が1分38秒479をマークし8番グリッドを獲得した。決勝ではトラッブルもなく走り切り、10位でフィニッシュ。初の完走、初のポイント獲得となった。

#### 2025年
| 番号 | チーム | 監督     | 車両名         | ドライバー            |
| ---- | ------ | -------- | -------------- | --------------------- |
| 11   | GAINER | 石田美香 | GAINER TANAX Z | 富田竜一郎 / 大木一輝 |

2月2日、GAINERは体制発表をした。前年、最終戦となった第5戦鈴鹿300kmレースで起用した大木一輝をBドライバーに起用、富田と組む。

### GT4
2022年9月28日、グループGT4規定車両のNissan Z GT4が発表された。
同年11月1日、SEMAショーにて一般公開され、スペックが公表された。また、同車のデビューイヤーとなる2023年シーズンは、アメリカで開催される「SRO Pirelli GT4アメリカシリーズ」と、日本の「スーパー耐久シリーズ」に参戦を予定するパイロットカスタマーチームに車両を供給し、NISMOがサーキットでのテクニカルサポートを行うことが発表された。参戦等を考えているチームや一般のユーザー向けには、2023年半ばより受注を開始し、2024年シーズンから順次車両を供給する予定である。車両価格はオプション装備やスターターキット込みで、229,000アメリカドル。
2023年のスーパー耐久にはナニワ電装 TEAM IMPULとTEAM ZEROONEが、GT4アメリカ選手権にTechSport Racingが2台のZ GT4で参戦した。
2024年はGT4をNISMOベースに変更したEvoモデルである、Nissan Z NISMO GT4を登場させた。使用するチーム、台数が増えスーパー耐久ではTEAM ZEROONEが2台体制に、GT4アメリカ選手権ではBlackdog Racing、Flying Lizard Motorsportsがそれぞれ1台体制で参戦する。
同年5月5日、9号車のBlackdog Racingがトニー・ガプルズ/マックス・ルート組のプロアマクラス優勝を飾った。9日にはセブリング・インターナショナル・レースウェイで行われたGT4アメリカ選手権の第3戦と第4戦にて、日産4チームがポールポジション、ファステストラップ、クラス優勝を飾った。

## 受賞

### 2021年
- モーターマガジン - 最もエキサイティングな新車
  - ポルシェ・ケイマンGT4 RSやトヨタ・GR86などを抑えて、Zが2021年の「最もエキサイティングな新車」に選出された。

### 2022年
- オーストラリア・グッドデザイン・アワード - グッドデザイン賞
  - プロダクトデザイン部門でグッドデザイン賞を受賞。審査員は「アイコンの巧妙でプロフェッショナルな進化」と称賛し、Zのデザインは先人へのオマージュでありながら、現代的で新鮮な解釈も施されていると評価した。

### 2023年
- ドライブ・カー・オブ・ザ・イヤー賞 - ベスト・スポーツ・クーペ

### 2024年
- ロード&トラック - 史上最高の日本製スポーツカー
  - 同誌はZを「教科書に載るようなスポーツカー」として称え、デザインやサウンド、スピード、鋭いコーナリング性能を高く評価した[73]。